# Indianapolis Indians
Indianapolis Indians – amerykańska drużyna baseballowa mająca swoją siedzibę w Indianapolis w stanie Indiana. Od 2005 roku jest klubem farmerskim Pittsburgh Pirates.